# Cleopatra Thea
Cleopatra Thea (Κλεοπάτρα Θεά / Thea is Grieks voor "godin") was van 125 tot 121 v.Chr. koningin van de hellenistische Seleuciden.
Al sinds het einde van de vierde eeuw v.Chr. heerste de dynastie der Seleuciden over het gebied dat nu bekendstaat als Turkije, Syrië, Libanon, Israël, Irak en Iran. Tot en met de regering van Demetrius I Soter (161-150) was er meestal een duidelijke troonopvolger geweest, maar in de zomer van 152 kwam de door de Ptolemaeïsche koning Ptolemaeus VI Philometor Alexander I Balas in opstand. In juni 150 versloeg deze in de omgeving van Antiochië koning Demetrius.
Onmiddellijk daarna trouwde hij in Ptolemais met een dochter van Ptolemaeus, Cleopatra Thea, die drie jaar later het leven schonk aan Alexanders zoon Antiochus VI Dionysus.
In 146 veranderde de politieke situatie aanzienlijk doordat de zoon van oud-koning Demetrius I Soter in opstand kwam tegen de moordenaar van zijn vader: Demetrius II Nicator. Voor het Ptolemaeïsche Rijk was de verdeeldheid in het Seleucidische Rijk voordelig, en mogelijk op advies van haar vader verliet Cleopatra koning Alexander om met de opstandeling te trouwen. De burgeroorlog duurde een jaar en eindigde met de overwinning van Cleopatra's tweede echtgenoot. Diodotus Tryphon, ooit een aanhanger van koning Alexander, redde het leven van prins Antiochus VI.
In de volgende jaren schonk Cleopatra haar man minstens drie kinderen: Seleucus V, een dochter en Antiochus VIII Grypus. Haar oudste zoon bleef bij Diodotus, en regeerde als onafhankelijke vorst. In 141 of 140 gaf Diodotus de fictie op dat de jongen de feitelijke heerser was. Deze werd gedood en Diodotus regeerde nu zelfstandig.
Koning Demetrius II Nicator kon niet afrekenen met zijn rivaal, want hij moest oorlog voeren tegen de Parthen, een Iraans volk dat weliswaar onderworpen was, maar zich steeds onafhankelijker ging gedragen. In de zomer van 138 versloegen ze Demetrius II en namen hem zelfs gevangen. Meteen daarna veroverde hun koning Mithridates II de Grote Medië, Babylonië en Susiana (ook bekend als Elam). Persis moet niet veel later zijn gevallen.
De macht in het Seleucidische Rijk lag nu bij Cleopatra, als echtgenote van de koning en moeder van twee prinsen, en bij de opstandeling Diodotus. Om haar positie te versterken, trouwde Cleopatra voor de derde keer: met Antiochus VII Sidetes, een volle broer van haar tweede echtgenoot. Deze rekende meteen af met Diodotus.
Vermoedelijk een jaar later kreeg Cleopatra weer een zoon, Antiochus IX Cyzicenus.
In 130 trok Antiochus VII ten strijde tegen de Parthen. Hij versloeg ze en eiste teruggave van alle bezette gebieden, maar een jaar later versloeg de Parthische koning Phraates de Seleucidische heerser, die zelfmoord pleegde. Na deze overwinning lieten ze Cleopatra's tweede echtgenoot, Demetrius II Nicator, weer vrij. Deze heerste nu -volgens de Parthen als hun vazal- over wat resteerde van het Seleucidische Rijk: Syrië en Cilicië.
Het huwelijk tussen Demetrius en Cleopatra werd niet vernieuwd. In plaats daarvan trouwde de koning met een Rhodogyne, een zuster van Phraates, die op zijn beurt trouwde met de dochter van Demetrius en Cleopatra.
In de tussentijd was in Egypte Cleopatra's vader Ptolemaeus VI overleden en opgevolgd door zijn broer Ptolemaeus VIII, die in onmin leefde met zijn zuster Cleopatra II, de moeder van Cleopatra Thea. In het nauw gedreven, vluchtte de Egyptische koningin in 128 naar Antiochië, waar Demetrius haar steun toezegde. Als tegenactie besloot Ptolemaeus VIII hierop een zekere Alexander II Zabinas te steunen. Toen Demetrius hem in 126 aanviel in de omgeving van Damascus, bleek Alexander de sterkere. Demetrius overleefde dit niet.
Het was nu aan Cleopatra Thea om de nieuwe Seleucidische koning aan te wijzen. Er waren drie kandidaten:
- Seleucus V Philometor, haar zoon van Demetrius II Nicator
- Antiochus VIII Grypus, eveneens een zoon van Demetrius
- Antiochus IX Cyzicenus, haar zoon van Antiochus VII Sidetes (nog erg jong)

Seleucus, een jonge man van in de twintig, besloot niet te wachten en zelf de macht te grijpen, maar werd meteen daarop uit de weg geruimd - een daad die door onze bronnen aan Cleopatra Thea wordt toegeschreven. De macht kwam hierdoor aan Antiochus VIII Grypus, die aanvankelijk met zijn moeder samen regeerde, maar haar in 121 dwong zelfmoord te plegen. Tot rust en herstel leidde dit echter niet, aangezien Antiochus IX Cyzicenus in 114 in opstand kwam.